# إيدي مكغولدريك
إيدي مكغولدريك (بالإنجليزية: Eddie McGoldrick)‏ (مواليد 30 أبريل 1965) هو لاعب كرة قدم. يلعب مع منتخب جمهورية أيرلندا لكرة القدم. سبق له أن لعب في كأس العالم لكرة القدم مع منتخب بلاده.

## مسيرته الكروية
لعب إيدي مكغولدريك خلال مسيرته الاحترافية مع 7 أندية في عشرون موسمًا وسجل خلالها 28 هدفًا ضمن 506 مباراة. ولم يفز بأي موسم بالكأس أو بالدوري.
خاض إيدي مكغولدريك مسيرته مع نادي كيترينغ تاون في موسم 1981–82 واستمر معه طيلة ثلاثة مواسم، مشاركًا في 90 مباراة سجل خلالها 4 أهداف. ثم انتقل إلى نونيتون بورو ‏ في موسم 1984–85 ولمدة موسمين، حيث شارك في 82 مباراة سجل خلالها 4 أهداف أيضًا. لينتقل بعدها إلى نادي نورثامبتون تاون في موسم 1986–87 واستمر معه طيلة ثلاثة مواسم، مشاركًا في 107 مباراة سجل خلالها 9 أهداف. ثم انتقل إلى نادي كريستال بالاس في موسم 1988–89 ليلعب معه خمسة مواسم، مشاركًا في 147 مباراة سجل خلالها 11 هدفًا. هذا وانتقل لاحقًا إلى نادي أرسنال في موسم 1993–94 واستمر معه طيلة ثلاثة مواسم، مشاركًا في 38 مباراة ولم يسجل أي هدف. ثم انتقل بعدها إلى نادي مانشستر سيتي في موسم 1996–97 في المرة الأولى ولمدة موسمين ثم في موسم 1998–99 لمدة موسم واحد، مشاركًا طوالها في 40 مباراة ولم يسجل أي هدف أيضًا. ليعود وينتقل من جديد، لكن هذه المرة إلى نادي ستوكبورت كونتي في موسم 1997–98 لمدة موسم واحد، مشاركًا في مباراتين ولم يسجل أي هدف أيضًا.

## روابط خارجية
- إيدي مكغولدريك على موقع الاتحاد الدولي (مؤرشف)  (الإنجليزية)
- إيدي مكغولدريك على موقع قاعدة بيانات كرة القدم.إي يو (الإنجليزية)
- إيدي مكغولدريك على موقع ناشيونال فوتبول تيمز (الإنجليزية)
- إيدي مكغولدريك على موقع Soccerbase.com (لاعب) (الإنجليزية)
- إيدي مكغولدريك على موقع عالم كرة القدم.نت (الإنجليزية)